# USS Onyx (PYc-5)
USS Onyx (PYc-5) jacht z napędem Diesla. Zbudowany w 1924 przez firmę Pegasus Consolidated Shipbuilding Corp., Morris Heights w stanie Nowy Jork. Zakupiony przez US Navy 3 grudnia 1940 od Clifforda C. Hemphilla z Nowego Jorku. Został przerobiony i przemianowany na „Onyx”. Zakwalifikowany jako jacht przybrzeżny 13 grudnia 1940 i włączony do służby 27 lutego 1941.
Po przeróbkach opuścił Nowy Jork i przeszedł do Norfolk. Dotarł tam 22 marca. Płynąc dalej dotarł do Nowego Orleanu 5 kwietnia i zgłosił się do służby u komendanta 8 Dystryktu Morskiego (ang. 8th Naval District). Pełnił służbę jako przybrzeżna jednostka patrolowa w rejonie Zatoki Meksykańskiej do stycznia 1942. 22 stycznia opuścił Key West i udał się do Nowego Jorku gdzie dotarł 31 stycznia.
„Onyx” ponownie otrzymał rozkaz zgłoszenia się w 8 Dystrykcie Morskim w Nowym Orleanie i wyszedł w drogę 13 marca. Dotarł do celu 27 marca. Wznowił służbę, którą pełnił do lutego 1944. Został wtedy mocno uszkodzony w kolizji. Zniszczony w stopniu, w którym naprawa była nieekonomiczna został pozbawiony użytecznego sprzętu i wycofany ze służby w rezerwie 15 maja 1944. Zatrzymał nazwę i numer klasyfikacyjny. Został przeznaczony na okręt-cel 31 maja tego samego roku i stał się dostępny do tego celu 31 października.
Rozważano przerobienie go na barkę paliwową w listopadzie, ale konwersja nigdy nie wyszła poza plany. „Onyx” został wycofany ze służby 1 lutego 1945 i został zwrócony WSA 2 lutego. Jego nazwę skreślono z listy okrętów floty 5 lutego 1945.